# ウルク古拙文字
ウルク古拙文字（ウルクこせつもじ）、ウルク文字（ウルクもじ）は、紀元前4千年紀のウルクで使われていたと考えられている文字。ジェムデト・ナスル遺跡で出土した粘土板の文字と類似しているため、この文字と合わせて原シュメール文字ともいう。
ウルク古拙文字は、メソポタミア全土に広がり楔形文字の原型となった。

## 歴史

### トークンとブッラ
トークンとは、原文字を含む文字の誕生以前に、メソポタミアで使われていた粘土製の計算具で、球形、円錐形など様々な形のものがあった。また、模様がついているものもあり、前者をプレイン・トークン、後者をコンプレックス・トークンという。
このトークンを保管するために、ブッラが作られた。ブッラは粘土で作られた球で、トークンを中に入れて保管することができる。しかし、中身を見るためにはブッラを叩き割らないといけなかった。それを解決すべく、トークンは粘土板に押し付けて使う印章のようなものになった。しかし、コンプレックス・トークンには細かい模様があり、十分に押捺痕が残せなかったため、トークンの模様を先を尖らせた葦ペンで粘土板に書いた。これがウルク古拙文字になっていった。

### 楔形文字
ウルク古拙文字は、少しずつ簡略化されていった。ウルク古拙文字は、その後90度回転した状態で楔のような、楔形文字に変化していった。

## 研究

### 発見
ウルク遺跡の発掘は1927年以降、ドイツ調査団によって行われた。神殿遺跡を地下深く掘ったところ、ウルク第4層から小型の粘土板が多数出土した。これらには人間の頭、手、足、ヒツジなどの動物、魚、数字を表す文字記号などが刻まれており、神殿奉納品の記録文書と考えられている。その後も粘土板の出土は続き、現在では、4000個ほどの粘土板が出土している。

### 解読
ウルクで発見された粘土板の文面は短く、ほとんどは単語の羅列にすぎないため、使用言語や解読は現在の段階ではきわめて困難である。文字記号の配列から見ると、シュメール語に近いとも考えられるが、ジェムデト・ナスルの粘土板では例外的なものも見られ、原エラム語を使用言語としたものではないかとの推測もある。
約1000種類の文字が発見されているが、そのほとんどは解読されていない。

## 特徴
絵文字としての性格が強い文字で、尖筆によって書かれた細い線で構成される。